# حمام بلور
حمام بلور (بالفارسية: حمام بلور) هو حمام تاريخي يعود إلى السلالة الصفوية والقاجاريون، ويقع في قزوين.